# Ramphotrigon
Ramphotrigon is een geslacht van zangvogels uit de familie tirannen (Tyrannidae).

## Soorten
Het geslacht kent de volgende soorten:
- Ramphotrigon flammulatum  – Deltasnaveltiran
- Ramphotrigon fuscicauda  – Chapmans breedbektiran
- Ramphotrigon megacephalum  – Wenkbrauwbreedbektiran
- Ramphotrigon ruficauda  – Roodstaartbreedbektiran